# Anne Schellekens
Anne Schellekens est une rameuse néerlandaise née le 18 avril 1986 à Rotterdam.

## Biographie
En 2012 à Londres, la barreuse Anne Schellekens est médaillée de bronze en huit avec Nienke Kingma, Chantal Achterberg, Jacobine Veenhoven, Roline Repelaer Van Driel, Annemiek De Haan, Carline Bouw, Sytske De Groot et Claudia Belderbos.

## Palmarès

### Jeux olympiques
- 2012 à Londres,  Royaume-Uni
  -  Médaille de bronze en huit

### Championnats du monde
- 2009 à Poznań,  Pologne
  -  Médaille de bronze en huit

### Championnats d'Europee
- 2010 à Montemor-o-Velho,  Portugal
  -  Médaille d'argent en huit